# Austroclima sepia
Austroclima sepia är en dagsländeart som först beskrevs av Phillips 1930.  Austroclima sepia ingår i släktet Austroclima och familjen starrdagsländor. Inga underarter finns listade i Catalogue of Life.